# 邦古納甘德·佳史扶
邦古納甘德·佳史扶（2001年9月24日—），日本足球運動員，司職左後衛，現時效力日職球隊FC東京。

## 俱樂部生涯
邦古纳甘德·佳史扶出生于日本东京都，其父亲为加纳人，母亲为日本人。小学时加盟FC阿比利斯塔，中学时期进入职业球队FC东京U15深川青训梯队。
2018年3月9日，FC东京官方宣布，球队U18青训梯队球员佳史扶将以2种球员身份登录，将和一线队球员一起征战J联赛。 2018年3月11日，在2018赛季日丙联赛第1轮中，邦纳甘德·佳史扶在下半场第63分钟替补登场，完成个人J联赛职业生涯首秀。
2022年8月27日，在2022赛季日职联赛第27轮中，佳史扶在比赛中打入一球，完成个人职业生涯首球。

## 國家隊生涯
2023年3月，在最新一期日本队大名单中，邦古纳甘德·佳史扶入选。

## 外部連結
- 邦古納甘德·佳史扶的X（前Twitter）
- 邦古納甘德·佳史扶的Instagram帳戶